# Otta
Otta er en by og administrationscenter i Sel kommune i Oppland. Byområdet, som havde 2302 indbyggere pr. 1. januar 2023, ligger nord i Gudbrandsdalen og er den eneste by i Nord-Gudbrandsdalen. I tillæg til Otta centrum består byen blandt andet af Selsverket, Dahle og Hjellum.
Otta er et regionalt knudepunkt med Otta Station, som er en jernbanestation på Dovrebanen, og E6, med fælles station for både tog, bus og taxi. Otta er en del af Nationalparkriket og tilbyder mange friluftsaktiviteter. Temperaturen i Otta er relativt lav, da byen ligger nede ved elven, hvilket giver en høj luftfugtighed.
Gennem byen løber elven Otta, også kaldet Ottaelven. Den er et tilløb til Gudbrandsdalslågen. Stedet har flere stenbrud, hvor der brydes fedtsten og skifer.
Byområdet Otta opstod, efter at Dovrebanen blev åbnet i 1922. Før dette var Nord-Sel kommunens centrum. Otta fik bystatus i 2000 og er Norges næstmindste by i indbyggertal. Det er også en af få norske byer uden egen kirkebygning.
Nord-Gudbrandsdal vidaregåande skule, afdeling Otta ligger på industriområdet Øya.

## Kendte personer fra Otta
- Olaf Heitkøtter, naturfotograf, forfatter og fjeldopsynsmand.
- Normann Heitkøtter, forfatter og fjeldopsynsmand.
- Truls Gjefsen, forfatter.
- Ola Dahl, ordfører og senere fylkesordfører i Oppland.
- Olav Bismo, afsnitschef i Milorg; den hemmelige militære organisation og modstandsbevægelse i Norge under 2. verdenskrig.
- Paul Botten-Hansen, norsk redaktør, bogsamler, arkivar.